# Hombres (canción de 1993)
«Hombres» es una canción de 1993 escrita por Carlos Toro e interpretada por la cantante gaditana Eva Santamaría. Fue elegida para representar a España en el Festival de la Canción de Eurovisión de 1993 celebrado en la pequeña población de Millstreet, Condado de Cork, Irlanda. La composición ha sido calificada como una canción feminista.

## Festival de Eurovisión
La canción fue elegida internamente por la cadena española Televisión Española (TVE) como la representación española en el Festival de Eurovisión 1993. Obtuvo 58 puntos quedando en el puesto 11 de 25 participantes.